# Grindsted
Grindsted es una localidad danesa en la península de Jutlandia. Es la capital y principal núcleo del municipio de Billund. Tiene 9.633 habitantes (2013). Administrativamente pertenece a la región de Dinamarca Meridional.
Se localiza en el interior del sur de Jutlandia, a orillas del río Grindsted —afluente del Varde— y el lago Grindsted Engsø. Está a 42 km de Vejle y a 49 km de Esbjerg.
Cuenta con una buena infraestructura escolar y de formación a otros niveles, así como de una  infraestructura urbana bien concebida y ejecutada, especialmente para automóviles y peatones. Se encuentra en el centro de Dinamarca.
El nombre de la localidad proviene del danés antiguo grind, que significa "abertura" o cañón", y sted, con significado de "lugar". La localidad es mencionada desde el siglo XIV, cuando se conocía como Griinsteth. 
Durante varios siglos, Grindsted fue una aldea, hasta que en el siglo XX experimentó un rápido crecimiento. En 1908 se construyó en la localidad una estación de ferrocarril en la línea entre Randers y Esbjerg. Además de esta línea, entre 1914 y 1919 se construyeron tres líneas privadas que salían de Grindsted, y ésta se convirtió en uno de los principales nudos ferroviarios del país. En esta época, Grindsted se transformó en una pequeña ciudad industrial con énfasis en la industria alimentaria y desde la década de 1920 también en la industria química. Otras industrias fueron el cemento y los textiles.
La mayoría de las líneas ferroviarias cerraron entre 1957 y 1972 y la última, que enlazaba con Bramming, en 2012. Actualmente la antigua estación de tren es terminal de autobuses y Grindsted conserva comunicación por carretera con antiguos pueblos ferrocarrileros vecinos, especialmente con la vecina Billund, con la que hay una estrecha relación.
Grindsted es capital municipal desde 1970. Entre 1970 y 2006 fue capital del municipio homónimo, dentro de la provincia de Ribe. Tanto el municipio como la provincia fueron abolidos y desde el 1 de enero de 2007, como resultado de la reforma municipal (Kommunalreformen), Grindsted quedó integrada en el nuevo municipio de Billund, del que fue designada capital.

## Cultura
La iglesia de Grindsted es el principal monumento de la localidad. Fue originalmente una pequeña y sencilla iglesia de aldea en estilo románico con nave y coro. Se estima que fue construida en el siglo XII y durante la Edad Media pasó por modificaciones y ampliaciones. Con el crecimiento urbano del siglo XX, fue expandida significativamente en la década de 1920: se respetaron los estilos medievales, la iglesia adquirió un plano de basílica y una gran torre en la fachada occidental.
El Museo de Billund se encuentra en Grindsted e incluye tres espacios: el Museo de Grindsted, fundado en 1934, ocupa la casa más antigua de la localidad, que data de 1846; fue originalmente un museo de historia del poblado, pero actualmente trata sobre todo el municipio. La Besættelsesudstillingen (Exposición de la ocupación), que trata sobre la vida en Grindsted y alrededores durante la ocupación nazi en la Segunda Guerra Mundial, es una de las mayores colecciones del país de este período. Finalmente, Karensminde es un museo agrícola en una granja cuya historia se remonta al siglo XVII.